# Каргина
Каргина, также Никандровская — река в Восточной Сибири, приток реки Енисей. Протекает по территории Таймырского Долгано-Ненецкого района Красноярского края. Протяжённость реки составляет 17 км.
Начинается к западу от северной оконечности озера Долгого — истока реки Росляковской. Течёт в юго-западном направлении по тундровой местности. Впадает в реку Енисей справа на расстоянии 157 км от её устья у посёлка Байкаловск.
Основной приток — река Паюто — впадает слева.

## Данные водного реестра
По данным государственного водного реестра России относится к Енисейскому бассейновому округу, водохозяйственный участок реки — Енисей от в/п г. Игарка до устья без реки Хантайка от истока до Усть-Хантайского г/у, речной подбассейн реки — Енисей ниже впадения Нижней Тунгуски. Речной бассейн реки — Енисей.
Код объекта в государственном водном реестре — 17010800412116100110913.